# Almost Happy
Almost Happy es el cuarto álbum de estudio de la banda de rock belga K's Choice.

## Música
Fue grabado en Real World Studio's, en Box, Wiltshire (Reino Unido) y publicado en 2000. Los sencillos fueron "Almost Happy", "Busy" y "Another Year". Las letras de este álbum son más autobiográficas que las del álbum anterior (Cocoon Crash). La música es, en comparación con trabajos anteriores, más melancólica e íntima. La versión estadounidense (2002) incluía un CD en vivo adicional y se publicó con otra portada, con un dibujo del miembro de la banda Gert Bettens, quien también había dibujado las portadas de los dos álbumes anteriores.

## Cd1 (inédito)

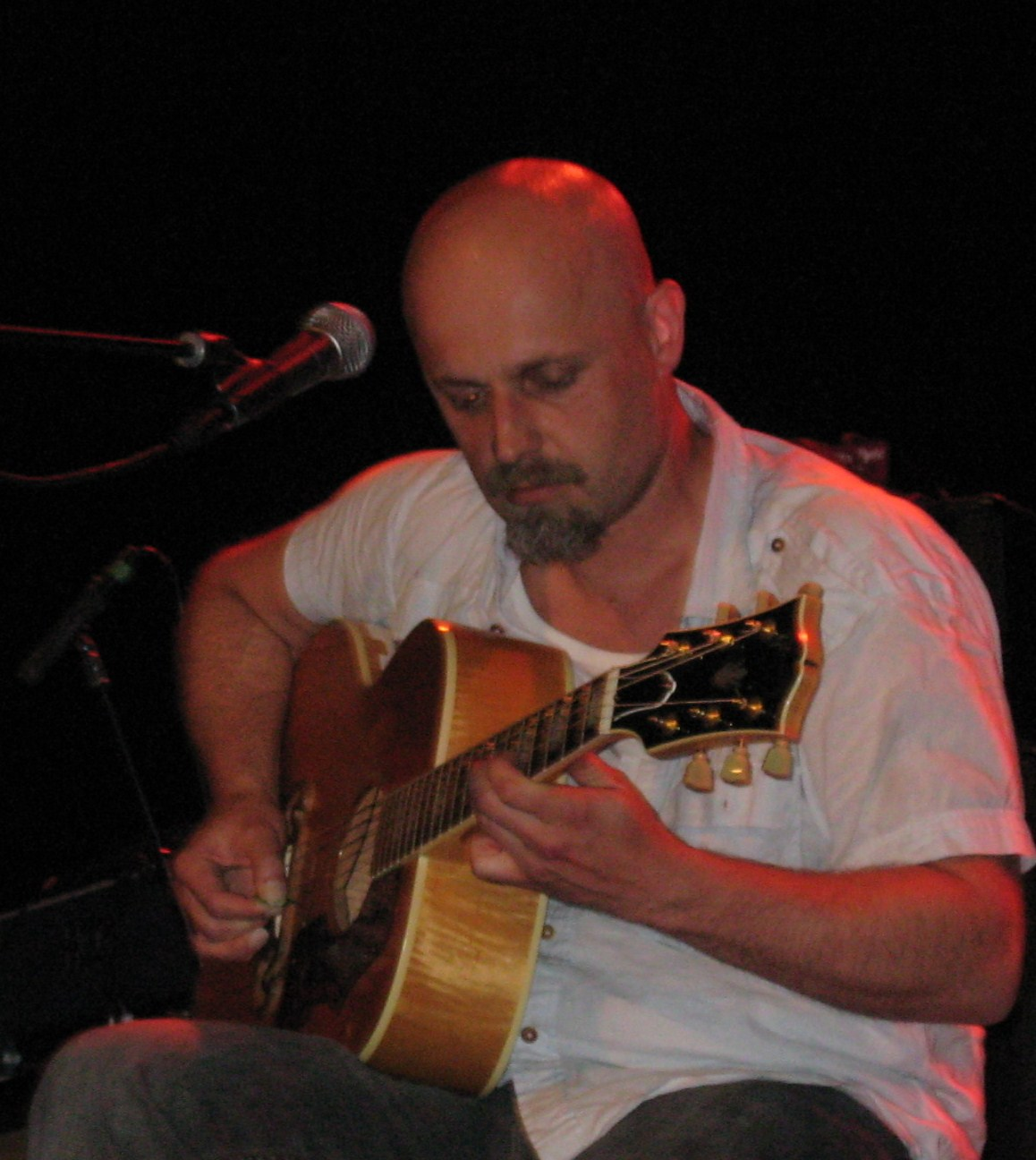
Gert Bettens

1. "Intro" (una canción infantil holandesa de los años más jóvenes de Gert y Sarah) – 0:21
2. "Another Year" (Bettens/Bettens) – 3:30
3. "Almost Happy" (Bettens/Bettens) – 3:45
4. "My Head" (Bettens/Bettens) – 3:43
5. "Live for Real" (Bettens/Bettens) – 3:50
6. "Somewhere" (Bettens/Bettens) – 3:03
7. "Home" (Bettens/Bettens) – 2:51
8. "Tired" (Bettens/Bettens) – 3:40
9. "Always Everywhere" (Bettens/Bettens) – 4:10
10. "Shadowman" (Bettens/Bettens) – 6:26
11. "Favorite Adventure" (Bettens/Bettens) – 2:47
12. "Busy" (Bettens/Bettens) – 3:39
13. "All" (incluida la pista oculta "Already There", una canción a cappella)  – 6:02

## Cd2 (Live)
1. "Hide" (Bettens/Bettens) – 4:20

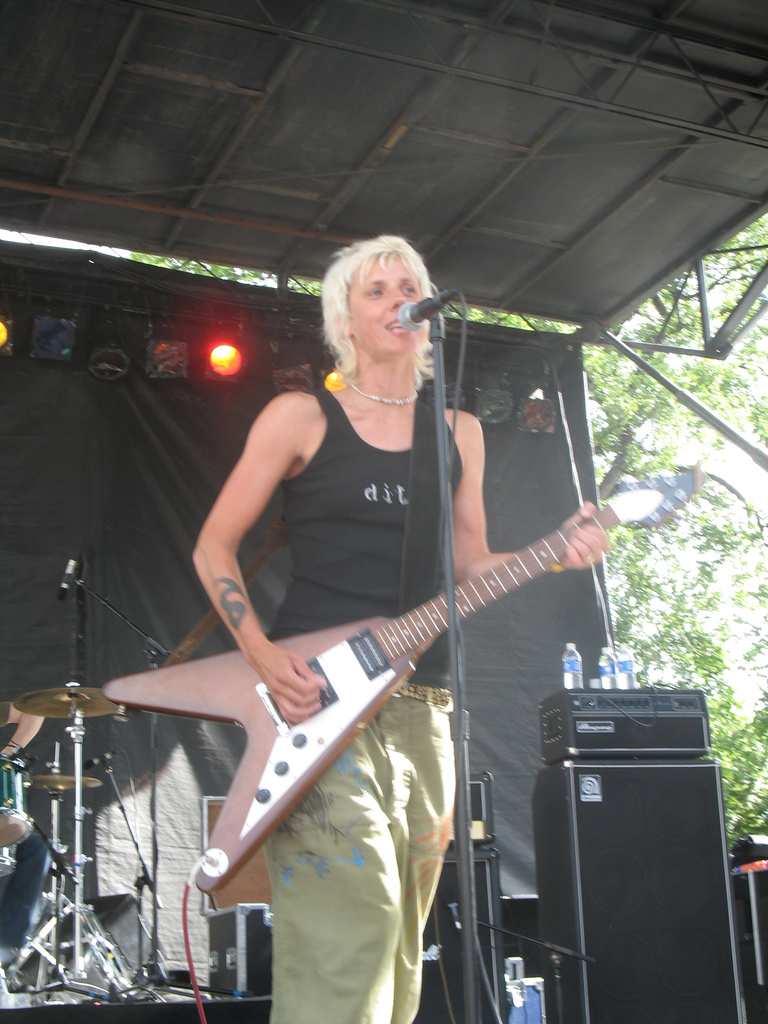
Sarah Bettens

2. "Cocoon Crash" (Bettens/Bettens) – 2:48
3. "Breakfast" (Bettens/Bettens) – 3:00
4. "Winter" (Bettens/Bettens) – 3:10
5. "If You're Not Scared" (Bettens/Bettens) – 5:09
6. "I Smoke a Lot" (Bettens/Bettens) – 2:55
7. "Not an Addict" (Bettens/Bettens) – 4:38
8. "My Heart" (Bettens/Bettens) – 3:28
9. "Mr. Freeze" (Bettens/Bettens) – 3:48
10. "Elegia" (Bettens/Bettens) – 4:08
11. "Everything for Free" (Bettens/Bettens) – 3:47
12. "Believe" (Bettens/Bettens) – 3:30
13. "Butterflies Instead" (Bettens/Bettens) – 3:41
14. "Laughing as I Pray" (Bettens/Bettens) – 1:29
15. "God in My Bed" (Bettens/Bettens) – 3:03

## Músicos
- Sarah Bettens - Voz, guitarra

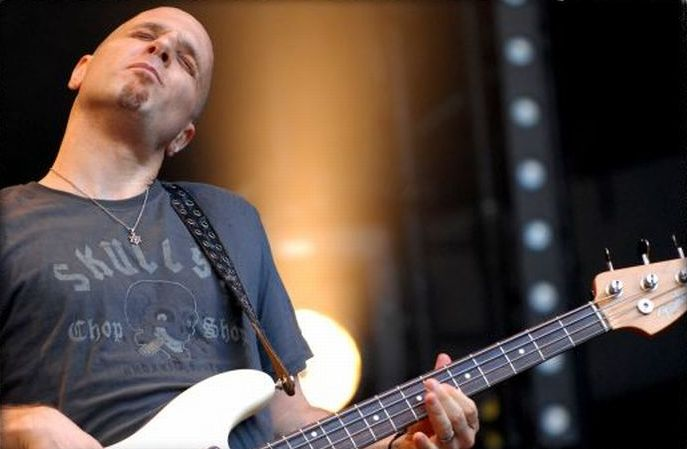
Eric Grossman

- Gert Bettens - Guitarra, teclados, drawing
- Marshall Bird - Teclados, productor
- Eric Grossman - Bajo
- Koen Lieckens - Percusión
- Jan van Sichem Jr. - Guitarra
- Lieve Blanquaert - Fotografía